# Boyd (Texas)
Boyd é uma cidade  localizada no estado norte-americano de Texas, no Condado de Wise.

## Demografia
Segundo o censo norte-americano de 2000, a sua população era de 1099 habitantes. 
Em 2006, foi estimada uma população de 1332, um aumento de 233 (21.2%).

## Geografia
De acordo com o United States Census Bureau tem uma área de 
7,4 km², dos quais 7,4 km² cobertos por terra e 0,0 km² cobertos por água. Boyd localiza-se a aproximadamente 224 m acima do nível do mar.

## Localidades na vizinhança
O diagrama seguinte representa as localidades num raio de 12 km ao redor de Boyd. 